# پروتسکوی
پروتسکوی (به لاتین: Prutskoy) یک منطقهٔ مسکونی در روسیه است که در سرزمین آلتای واقع شده‌است.